# Trogodendron fasciculatum
Trogodendron fasciculatum là một loài bọ cánh cứng trong họ Cleridae. Đây là loài bản địa của Úc, và ăn các loài côn trùng khác.